# Prior Permission Required
Der Begriff Prior Permission Required (PPR; wörtlich: „vorherige Genehmigung erforderlich“) besagt in der Luftfahrt, dass die Einholung einer Genehmigung für ein bestimmtes Vorhaben erforderlich ist. Dabei handelt es sich nicht um eine behördliche Genehmigung, sondern eine Art Absprache zwischen dem verantwortlichen Piloten und dem anzufliegenden Flugplatz/-hafen, damit vorbereitende Maßnahmen für eine Landung eingeleitet werden können.
Ob für einen Flugplatz ein PPR benötigt wird ergibt sich im Regelfall aus dem Luftfahrthandbuch oder anderen amtlichen Veröffentlichungen eines Landes.

## Deutschland
So muss z. B. in Deutschland vor der Benutzung eines Flugzeugs auf einem Sonderlandeplatz (oder auf einem Verkehrslandeplatz außerhalb der Betriebszeiten), an dem nicht ständig eine Flugleitung oder ein Beauftragter für Luftaufsicht anwesend sind, eine Genehmigung zum Anfliegen des Flugplatzes eingeholt werden. Dies geschieht in der Regel telefonisch. Dasselbe gilt für die Nachtzeit auf Flugplätzen, die in der Nacht normalerweise keinen Flugverkehr abwickeln.
Auf Flughäfen mit Instrumentenflugbetrieb kann es in Randzeiten notwendig sein, bei Luftfahrzeugen ab einer bestimmten Größe eine Genehmigung einzuholen, damit genügend Rettungskräfte zur Verfügung stehen und die vorgeschriebene Rettungskategorie (Rescue and Firefighting Category) erreicht wird.
Nicht verwechselt werden darf eine PPR-Regelung mit der Landefreigabe durch einen Fluglotsen auf kontrollierten Flugplätzen oder mit den Freiheiten der Luft im internationalen Luftverkehr; eine Landegenehmigung dient der Regulierung und Staffelung der an- und abfliegenden Flugzeuge und ist somit auch einzuholen, die Überflugrechte der Airlines werden bi- oder multilateral auf der staatlichen Ebene (z. B. Verkehrsministerium) verhandelt.